# (2530) Shipka
(2530) Shipka (1978 NC3) – planetoida z pasa głównego asteroid okrążająca Słońce w ciągu 5,24 lat w średniej odległości 3,02 j.a. Odkryta 9 lipca 1978 roku.